# Lista de finais do Campeonato Europeu de Futebol da UEFA

Mapa mostrando os países campeões do Campeonato Europeu de Futebol da UEFA.

O Campeonato Europeu de Futebol da UEFA é um torneio esportivo de futebol que foi realizado pela primeira vez em 1960. Ele é disputado pela seleções masculinas filiadas a União das Federações Europeias de Futebol (UEFA), o órgão esportivo que governa o futebol europeu, e ocorre a cada quatro anos em um país diferente. O vencedor da primeira final foi a seleção da União Soviética, que derrotou a equipe da Iugoslávia por 2–1 em Paris após uma prorrogação. A final mais recente, realizada em Berlim no ano de 2024, foi vencida pela Espanha, que derrotou a Inglaterra por 2–1 no tempo normal. O próximo Campeonato Europeu será sediado conjuntamente por Reino Unido e Irlanda em 2028.
A final é a última partida disputada no torneio, e seu resultado determina qual equipe será a campeã. Se após 90 minutos de jogo o resultado for um empate, 30 minutos adicionais, chamados de prorrogação, serão disputados. Se o jogo continuar empatado, ele irá para uma disputa de pênaltis, tendo a seleção vencedora da disputa declarada campeã. Das quinze finais disputadas até hoje, sete terminaram empatadas no tempo normal, com seus vencedores sendo determinados de várias maneiras: prorrogação em 1960 e 2016, nova partida em 1968, disputa de pênaltis em 1976 e 2020, e gol de ouro em 1996 e 2000. Os campeões recebem uma réplica do troféu, enquanto os vice-campeões e os semifinalistas recebem uma placa. Medalhas de ouro são entregues para os jogadores campeões e de prata para os vices.
A Espanha sé a seleção com mais títulos na história da competição, com quatro vitórias. A Alemanha tem três vitórias, enquanto a França e Itália venceram dois títulos cada, sendo as únicas outras equipes a terem vencido o campeonato em mais de uma ocasião. União Soviética, Tchecoslováquia, Países Baixos, Dinamarca, Grécia e Portugal já foram campeões uma vez.

## História
A primeira final do Campeonato Europeu de Futebol da UEFA (chamada na época de Copa das Nações Europeias) foi disputada em julho de 1960 no estádio Parc des Princes, em Paris, entre União Soviética e Iugoslávia. Milan Galić marcou para a Iugoslávia pouco antes do intervalo, porém Slava Metreveli empatou no início do segundo tempo e o placar permaneceu inalterado até o fim do tempo normal. Faltando sete minutos para o fim da prorrogação, Viktor Ponedelnik marcou de cabeça o gol da vitória soviética. Os campeões de 1960 se classificaram para a final de 1964, onde enfrentaram a anfitriã Espanha. Jesús María Pereda marcou no início do jogo para os espanhóis, porém Galimzyan Khusainov empatou dois minutos depois. O campeão só foi definido faltando seis minutos para o fim do tempo normal, quando Marcelino Martínez marcou de cabeça para a Espanha.
A anfitriã Itália enfrentou a Iugoslávia na final do torneio de 1968, agora chamado de Campeonato Europeu de Futebol. Os italianos se classificaram para a final através de um sorteio após terem empatado em 0–0 com os soviéticos na semifinal. O jogo final terminou empatado pelo placar de 1–1, forçando uma nova partida realizada dois dias depois. Desta vez a Itália triunfou com uma vitória de 2–0 com gols de Luigi Riva e Pietro Anastasi marcados no primeiro tempo. Quatro anos depois, a partida  teve a União Soviética sendo derrotada por 3–0 pela equipe da Alemanha Ocidental, com dois gols de Gerd Müller e um de Herbert Wimmer. Os campeões se classificaram para a final de 1976, onde enfrentaram a Tchecoslováquia. Com um empate em tempo normal por 2–2 e uma prorrogação sem gols, a decisão foi pela primeira vez para a disputa de pênaltis. Depois de sete cobranças convertidas, Uli Hoeneß desperdiçou e Antonín Panenka converteu sua cobrança dando a vitória para a Tchecoslováquia com um placar de 5–3.
Quatro anos depois, a final foi jogada pela segunda vez no Stadio Olimpico em Roma onde a Alemanha Ocidental, em sua terceira final consecutiva, enfrentou o time da Bélgica. Horst Hrubesch abriu o placar para os alemães no primeiro tempo e René Vandereycken empatou com um pênalti no segundo. Faltando dois minutos para o fim da partida, Hrubesch marcou de cabeça após um escanteio cobrado por Karl-Heinz Rummenigge assegurando a segunda vitória do país na competição. A final de 1984, realizada outra vez em Paris, teve a anfitriã França enfrentando a campeã de 1964, a Espanha. Michel Platini e Bruno Bellone marcaram, no segundo tempo, os gols que deram a vitória para os franceses; Platini terminou a competição com nove gols marcados, um recorde que permanece até hoje. Os Países Baixos chegaram em sua primeira final no torneio de 1988, enfrentando a União Soviética em sua quarta partida final. Ruud Gullit abriu o placar no primeiro tempo e Marco van Basten ampliou no segundo com um voleio que já foi descrito como "impressionante", "espetacular" e o "melhor gol já marcado na história da competição" para dar o título aos holandeses com um placar de 2–0.
Depois da Iugoslávia ter sido expulsa da edição de 1992, a Dinamarca foi convidada para substituí-la e acabou se classificando para a final onde enfrentou a recém unificada Alemanha. Com gols de John Jensen e Kim Vilfort, o placar de 2–0 deu aos dinamarqueses seu primeiro e único título continental. O Wembley Stadium sediou a final de 1996 quando a República Tcheca e a Alemanha foram forçadas a jogar uma prorrogação após empate em tempo normal por 1–1, gols de Patrik Berger e Oliver Bierhoff. Aos cinco minutos do primeiro tempo extra, Bierhoff marcou novamente (o primeiro gol de ouro da história do Campeonato Europeu) assegurando o terceiro título continetal da Alemanha por um placar de 2–1. A final de 2000 também foi decidida com um gol de ouro. A França, campeã da Copa do Mundo FIFA de 1998, enfrentou a Itália na segunda final da história das duas seleções. Marco Delvecchio marcou primeiro para a Itália aos dez minutos do segundo tempo, porém Sylvain Wiltord empatou o jogo já nos acréscimos. O gol de voleio aos treze minutos do primeiro tempo da prorrogação de David Trezeguet garantiu o segundo título da França na competição.
A edição de 2004 viu, de acordo com a própria UEFA, "uma das maiores surpresas da história do torneio" quando a Grécia derrotou a anfitriã Portugal por 1–0 na final. Apesar de nunca ter vencido uma partida em uma competição oficial anteriormente, o gol de cabeça de Angelos Charisteas após escanteio cobrado por Angelos Basinas no segundo tempo causou "uma das maiores zebras da história do futebol". Na final de 2008, a seleção da Alemanha se classificou para sua sexta final para enfrentar a equipe da Espanha. Fernando Torres marcou o único gol do jogo no primeiro tempo e fez com que os espanhois levassem seu segundo título após 44 anos. Os campeões de 2008 se classificaram para a final de 2012 para enfrentar a equipe da Itália. David Silva abriu o placar para os espanhóis e Jordi Alba ampliou ainda no primeiro tempo. No segundo, Fernando Torres marcou o terceiro gol, se tornando o primeiro jogador a marcar em duas finais de Campeonato Europeu, e mais tarde deu o passe para Juan Mata marcar faltando um minuto para o fim do jogo, garantindo o placar de 4–0 e o terceiro título da Espanha, que se tornou a primeira equipe a vencer dois torneios seguidos.
A anfitriã França chegou na final pela terceira vez em 2016 para enfrentar Portugal em sua segunda aparição. Depois de um empate sem gols no tempo normal, Éder chutou rasteiro de fora da área para marcar o gol da vitória portuguesa no segundo tempo da prorrogação. A final do campeonato de 2020, realizada em 2021 devido à pandemia de COVID-19, teve a Inglaterra em sua primeira final contra a Itália. Luke Shaw abriu o placar para a Inglaterra com dois minutos de partida, porém Leonardo Bonucci empatou aos 22 do segundo tempo. O placar se manteve até o fim do tempo normal e da prorrogação, com os italianos vencendo na disputa de pênaltis por 3–2 depois dos ingleses terem perdido três cobranças consecutivas. A Inglaterra retornou para a final de 2024, desta vez diante da Espanha. Nico Williams abriu o placar para os espanhóis no início do segundo tempo e depois Cole Palmer empatou para os ingleses, porém Mikel Oyarzabal marcou o segundo gol da Espanha nos últimos minutos para conquistar o quarto título por 2–1.

## Finais
| — | Nova partida                                   |
|   | Venceu a partida na prorrogação                |
|   | Venceu a partida nos pênaltis após prorrogação |
|   | Venceu a partida com gol de ouro               |

| Ano     | Campeão            | Resultado | Vice-campeão       | Estádio                   | Local                       | Refs          |
| ------- | ------------------ | --------- | ------------------ | ------------------------- | --------------------------- | ------------- |
| 1960    | União Soviética    | 2–1[a]    | Iugoslávia         | Parc des Princes          | Paris, França               | [ 1 ] [ 30 ]  |
| 1964    | Espanha            | 2–1       | União Soviética    | Estadio Santiago Bernabéu | Madrid, Espanha             | [ 31 ] [ 32 ] |
| 1968    | Itália             | 2–0[b]    | Iugoslávia         | Stadio Olimpico           | Roma, Itália                | [ 33 ] [ 34 ] |
| 1972    | Alemanha Ocidental | 3–0       | União Soviética    | Stade du Heysel           | Bruxelas, Bélgica           | [ 35 ] [ 36 ] |
| 1976    | Checoslováquia     | 2–2[c]    | Alemanha Ocidental | Stadion Crvena Zvezda     | Belgrado, Iugoslávia        | [ 37 ] [ 38 ] |
| 1980    | Alemanha Ocidental | 2–1       | Bélgica            | Stadio Olimpico           | Roma, Itália                | [ 39 ] [ 40 ] |
| 1984    | França             | 2–0       | Espanha            | Parc des Princes          | Paris, França               | [ 41 ] [ 42 ] |
| 1988    | Países Baixos      | 2–0       | União Soviética    | Olympiastadion            | Munique, Alemanha Ocidental | [ 43 ] [ 44 ] |
| 1992    | Dinamarca          | 2–0       | Alemanha           | Ullevi                    | Gotemburgo, Suécia          | [ 45 ] [ 46 ] |
| 1996    | Alemanha           | 2–1[d]    | Tchéquia           | Wembley Stadium           | Londres, Inglaterra         | [ 47 ] [ 48 ] |
| 2000    | França             | 2–1[e]    | Itália             | Feijenoord Stadion        | Roterdã, Países Baixos      | [ 49 ] [ 50 ] |
| 2004    | Grécia             | 1–0       | Portugal           | Estádio da Luz            | Lisboa, Portugal            | [ 51 ] [ 52 ] |
| 2008    | Espanha            | 1–0       | Alemanha           | Ernst-Happel-Stadion      | Viena, Áustria              | [ 53 ] [ 54 ] |
| 2012    | Espanha            | 4–0       | Itália             | NSC Olimpiyskiy           | Kiev, Ucrânia               | [ 55 ] [ 56 ] |
| 2016    | Portugal           | 1–0[f]    | França             | Stade de France           | Saint-Denis, França         | [ 57 ] [ 58 ] |
| 2020[g] | Itália             | 1–1[h]    | Inglaterra         | Wembley Stadium           | Londres, Inglaterra         | [ 9 ] [ 59 ]  |
| 2024    | Espanha            | 2–1       | Inglaterra         | Olympiastadion            | Berlim, Alemanha            | [ 2 ] [ 60 ]  |

## Resultados por país
| Seleção         | Campeão | Vice-campeão | Finalista | Anos em que venceu     | Anos em que foi vice-campeão |
| --------------- | ------- | ------------ | --------- | ---------------------- | ---------------------------- |
| Espanha         | 4       | 1            | 5         | 1964, 2008, 2012, 2024 | 1984                         |
| Alemanha[i]     | 3       | 3            | 6         | 1972, 1980, 1996       | 1976, 1992, 2008             |
| Itália          | 2       | 2            | 4         | 1968, 2020             | 2000, 2012                   |
| França          | 2       | 1            | 3         | 1984, 2000             | 2016                         |
| União Soviética | 1       | 3            | 4         | 1960                   | 1964, 1972, 1988             |
| Tchéquia[j]     | 1       | 1            | 2         | 1976                   | 1996                         |
| Portugal        | 1       | 1            | 2         | 2016                   | 2004                         |
| Países Baixos   | 1       | 0            | 1         | 1988                   | –                            |
| Dinamarca       | 1       | 0            | 1         | 1992                   | –                            |
| Grécia          | 1       | 0            | 1         | 2004                   | –                            |
| Iugoslávia      | 0       | 2            | 2         | –                      | 1960, 1968                   |
| Inglaterra      | 0       | 2            | 2         | –                      | 2020, 2024                   |
| Bélgica         | 0       | 1            | 1         | –                      | 1980                         |